# Romersk-katolska kyrkan i Chile
Romersk-katolska kyrkan i Chile (spanska: Iglesia católica en Chile) är romersk-katolska kyrkans kyrkoprovins med egen biskopskonferens i Chile.